# Miranda do Douro
Miranda do Douro (pronuncia portoghese [miˈɾɐ̃dɐ du ˈdo(ou)ɾu], in mirandese Miranda de l Douro) è un comune portoghese di 8 048 abitanti situato nel distretto di Braganza. È il comune più orientale del Portogallo.
È un'antica cittadina a 675 m di altitudine che domina la valle del Douro ai confini con la Spagna nella regione Tras os Montes. Era cinta da mura di cui rimangono resti, al cui interno è presente un gruppo di case del secolo XV. Fu sede vescovile fino a quando questa non venne trasferita a Braganza.

## Monumenti

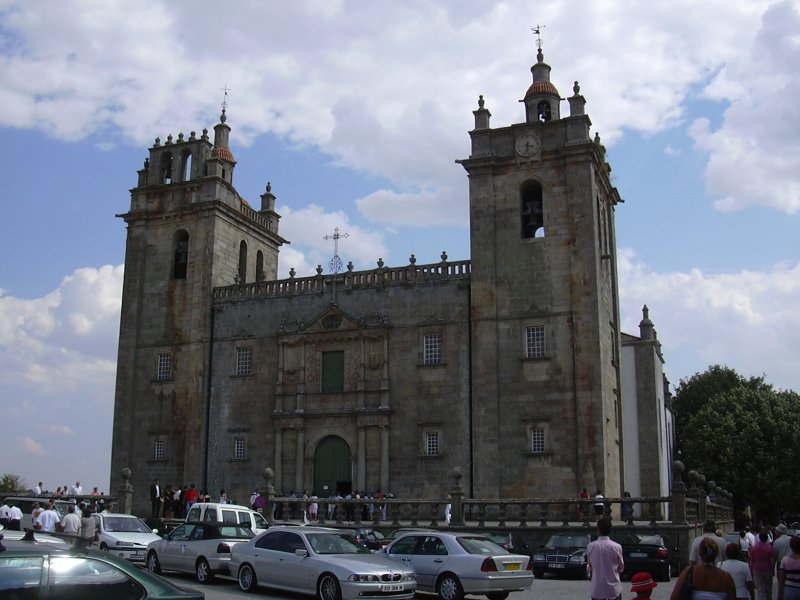
La cattedrale

- Cattedrale di Santa Maria è un edificio del 1552-1576 con una facciata classica chiusa da due torri.
- Museu da Terra de Miranda è un museo di etnografia, ospitato nell'antico edificio del Comune.

## Dintorni
A poca distanza da Miranda del Douro, si trovano alcuni bacini artificiali detti barragem, fra cui Bomposta (situato a 400 metri di altitudine), Picote (con una diga alta 100 metri e centrale scavata nella roccia), Miranda (primo dei grandi sbarramenti che regolano il corso del Douro).
A una decina di chilometri, c'è il centro di Duas Igrejas noto per i "pauliteros" ballerini della tipica danza regionale fatta con i "paulitos", i bastoni.
A 3 chilometri, nella frazione Solhapa, vi sono delle grotte con graffiti preistorici.

## Società

### Evoluzione demografica
| Popolazione di Miranda do Douro (1801 – 2004) | Popolazione di Miranda do Douro (1801 – 2004) | Popolazione di Miranda do Douro (1801 – 2004) | Popolazione di Miranda do Douro (1801 – 2004) | Popolazione di Miranda do Douro (1801 – 2004) | Popolazione di Miranda do Douro (1801 – 2004) | Popolazione di Miranda do Douro (1801 – 2004) | Popolazione di Miranda do Douro (1801 – 2004) | Popolazione di Miranda do Douro (1801 – 2004) |
| --------------------------------------------- | --------------------------------------------- | --------------------------------------------- | --------------------------------------------- | --------------------------------------------- | --------------------------------------------- | --------------------------------------------- | --------------------------------------------- | --------------------------------------------- |
| 1801                                          | 1849                                          | 1900                                          | 1930                                          | 1960                                          | 1981                                          | 1991                                          | 2001                                          | 2004                                          |
| 7706                                          | 7146                                          | 10639                                         | 11272                                         | 18972                                         | 9948                                          | 8697                                          | 8048                                          | 7707                                          |

### Lingue e dialetti
A Miranda si parla mirandese, una derivazione della Lingua leonese riconosciuta dal Parlamento del Portogallo.

## Freguesia
- Águas Vivas
- Atenor
- Cicouro
- Constantim
- Duas Igrejas
- Genísio
- Ifanes
- Malhadas
- Miranda do Douro
- Palaçoulo
- Paradela
- Picote
- Póvoa
- São Martinho de Angueira
- Sendim
- Silva
- Vila Chã de Braciosa